# Geotrichum candidum
Geotrichum candidum — грибок, входящий в состав микробиома человека, особенно связанный с кожей, мокротой и фекалиями, где встречается в 25—30 % образцов. Обычно присутствует в почве и был выделен из почвы, собранной по всему миру, на всех континентах.
Является возбудителем геотрихоза человека, заболевания растений кислой гнилью, поражающей цитрусовые, томаты, морковь и другие овощи. Может поражать собранные плоды дуриана.
Широко используется в производстве некоторых молочных продуктов, включая сыры с корочкой, такие как камамбер, сен-нектер, реблошон и другие. Гриб также можно найти в скандинавском продукте скир, похожем на йогурт, где он отвечает за бархатистую текстуру продукта.